# Espiral de Cotes

Espirales de Cotes correspondientes a k igual a 2/3 (rojo), 1,0 (negro), 1,5 (verde), 3,0 (cian) y 6.0 (azul).

En física y en matemáticas de curvas planas, el término espiral de Cotes designa a una familia de espirales que llevan el nombre del matemático inglés Roger Cotes (1682-1716).
La forma de las espirales en la familia depende de sus parámetros. La ecuación de la curva en coordenadas polares puede tomar una de las cinco formas siguientes:
{\displaystyle {\frac {1}{r}}={\begin{cases}A\cos \left(k\theta +\varepsilon \right)\\A\cosh \left(k\theta +\varepsilon \right)\\A\theta +\varepsilon \\A\exp \left(k\theta +\varepsilon \right)\\A\sinh \left(\varepsilon -k\theta \right)\end{cases}}}
A, k y ε son constantes arbitrarias reales. A, determina el tamaño, k determina la forma y ε determina la posición angular de la espiral.
Cotes se refirió a las diferentes formas como 'Casos'. Las curvas anteriores corresponden a sus 'Casos' 1, 5, 4, 2 y 3 respectivamente.
La primera forma es una epiespiral; la segunda es una espiral de Poinsot; la tercera forma es una espiral hiperbólica, que puede verse como el caso límite entre una epiespiral y una espiral de Poinsot; el cuarto es la espiral logarítmica.

## Mecánica clásica
Las espirales de Cotes aparecen en mecánica clásica, como la familia de soluciones para el movimiento de una partícula que se mueve según una fuerza central inversamente proporcional al cubo de la distancia. Considérese una fuerza central
{\displaystyle {\boldsymbol {F}}({\boldsymbol {r}})=-{\frac {\mu }{r^{3}}}{\hat {\boldsymbol {r}}}}
donde μ es la fuerza de atracción. Si una partícula se mueve bajo la influencia de la fuerza central, siendo  h  su  momento angular específico, entonces, la partícula describirá una espiral de Cotes, con la constante k de la espiral dada por
{\displaystyle k={\sqrt {1-{\frac {\mu }{h^{2}}}}}}
Cuando μ < h 2 la espiral tomará la forma de una función trigonométrica, y
{\displaystyle k={\sqrt {{\frac {\mu }{h^{2}}}-1}}}
cuando μ > h 2, tomará la forma de una espiral de Poinsot. En el caso de que μ = h 2, entonces la partícula sigue una espiral hiperbólica. La demostración se puede encontrar en distintas referencias.

## Historia
En la obra "Harmonia Mensurarum" (1722), Roger Cotes analizó varias espirales y otras curvas, como la denominada Lituus. Describió las posibles trayectorias de una partícula en un campo de fuerza central inversamente proporcional a una tercera potencia, que son las espirales de Cotes. El análisis se basa en el método del Libro 1 de los Principia, Proposición 42, donde la trayectoria de un cuerpo se determina bajo una fuerza central arbitraria, su velocidad inicial y su dirección.
Dependiendo de la velocidad y de la dirección iniciales, determinó que hay 5 'Casos' diferentes (excluyendo los triviales, el círculo y la línea recta a través del centro).
Escribe que "el 5',.... el primero y el último son descritos por Newton, por medio de la cuadratura (es decir, integración) de la hipérbola y de la elipse".
El caso 2 es la espiral equiangular, que es la espiral "por excelencia". Esto tiene un gran significado histórico, ya que en la Proposición 9 del Libro 1 de los Principia, Newton prueba que si un cuerpo se mueve en una espiral equiangular, bajo la acción de una fuerza central, esa fuerza debe ser como la inversa del cubo del radio (incluso antes de su demostración, en la Proposición 11, de que el movimiento en una elipse dirigido a un foco requiere una fuerza cuadrática inversa).
Debe admitirse que no todas las curvas se ajustan a la definición habitual de espiral. Por ejemplo, cuando la fuerza del cubo inverso es centrífuga (dirigida hacia afuera), de modo que μ < 0, la curva ni siquiera gira una vez sobre el centro. Esto está representado por el Caso 5, la primera de las ecuaciones polares que se muestran arriba, con k > 1 en este caso. 
Samuel Earnshaw en un libro publicado en 1826 utilizó el término "espirales de Cotes", por lo que esta terminología ya estaba en uso en ese momento.
Earnshaw describe claramente los 5 casos de Cotes y agrega innecesariamente un 6º caso, que es cuando la fuerza es centrífuga (repulsiva). Como se mencionó anteriormente, Cotes incluyó esto con el Caso 5.
La visión equivocada de que solo hay 3 espirales de Cotes parece haberse originado con el "Tratado sobre la dinámica analítica de partículas y cuerpos rígidos" de Whittaker, publicado por primera vez en 1904.
Su espiral recíproca tiene una nota al pie que hace referencia a la obra "Harmonia Mensurarum" de Cotes y a la Proposición 9 de Newton. Sin embargo, es algo así como un aviso en vano, puesto que la espiral de la Proposición 9 es la espiral equiangular, que no reconoce como una espiral de Cotes.
Desafortunadamente, todos los autores posteriores han seguido el ejemplo de Whittaker sin tomarse la molestia de verificar su exactitud.